# Шпрайцгафельне вітрило

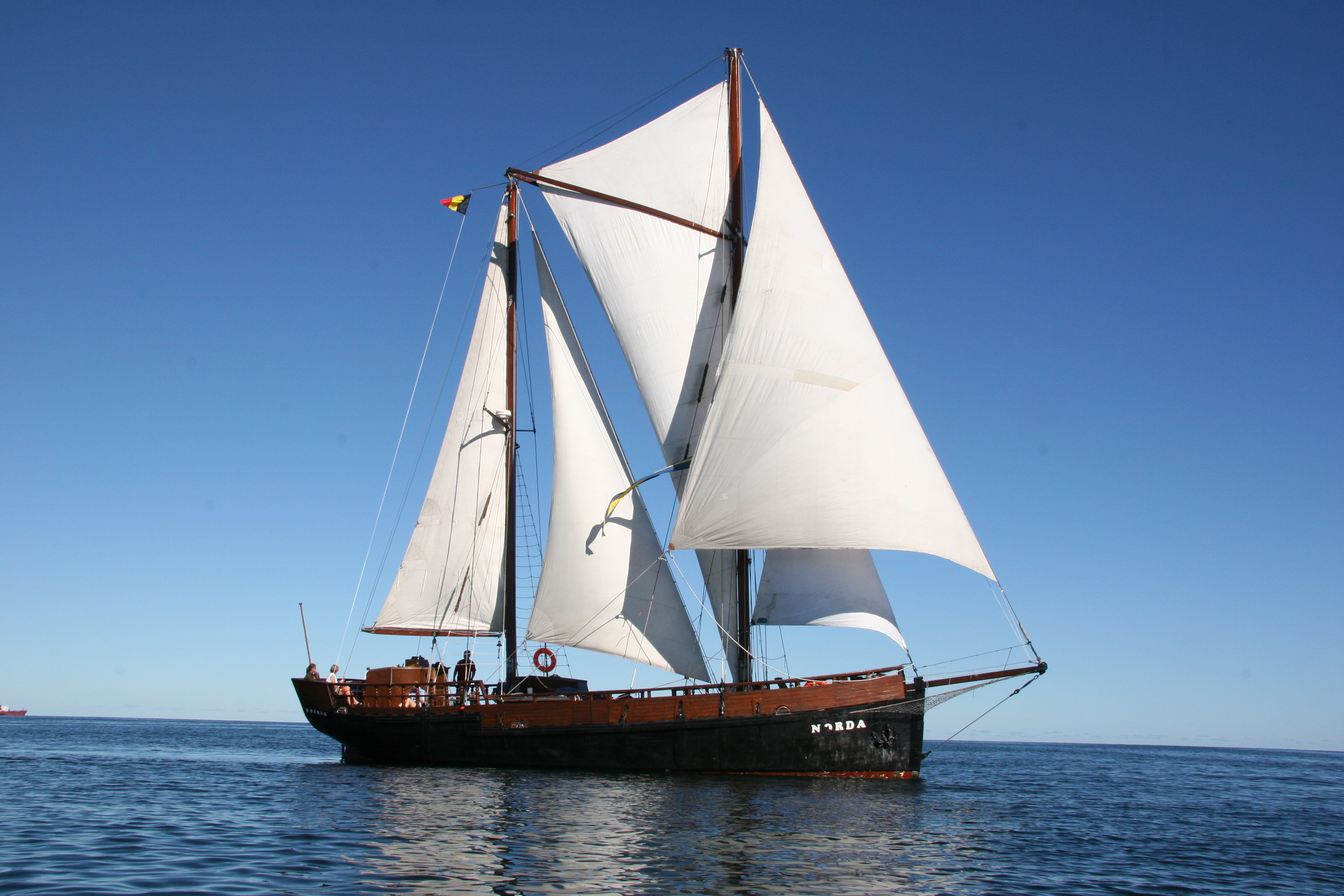
Кеч Norda зі шпрайцгафельним гротом (найбільше вітрило на передній щоглі).

Шпрайцгафельне вітрило — різновид трикутного косого вітрила, що встановлюється біля щогли. Шкотовий кут розташований високо (близько 2/3 висоти вітрила), а шкот вибирається і травиться не прямо з палуби, а через блок, закріплений на розташованій ззаду щоглі. Для встановлення цього вітрила використовується спеціальне рангоутне дерево — шпрайцгафель (від нім. Spreizgaffel — «розчепірений гафель»), що складається з двох вигнутих симетричних елементів, з'єднаних у місцях п'ятки і нока (аналогічно «вішбону» дошки для віндсерфінгу). На деяких суднах (наприклад, на польській яхті «Завіша Чарни») використовуються чотирикутні шпрайцгафельні вітрила, коротка нижня шкаторина яких розтягається по короткому гіку.
Цей тип вітрила часто використовуюється разом з апселем та іншими міжщогловими стакселями, оскільки конструкція шпрайцгафельного уможливлює їх одночасну роботу. Оскільки вибирання і травлення шкота проводиться через розташовану позаду щоглу, застосування вітрила можливе лише на суднах з принаймні двома щоглами. Серед суден з таким типом озброєння трапляються кечі (наприклад, Norda), шхуни (наприклад, Zawisza Czarny II) і баркентини (наприклад, Running On Waves).

Приклади шпрайцгафельних вітрил
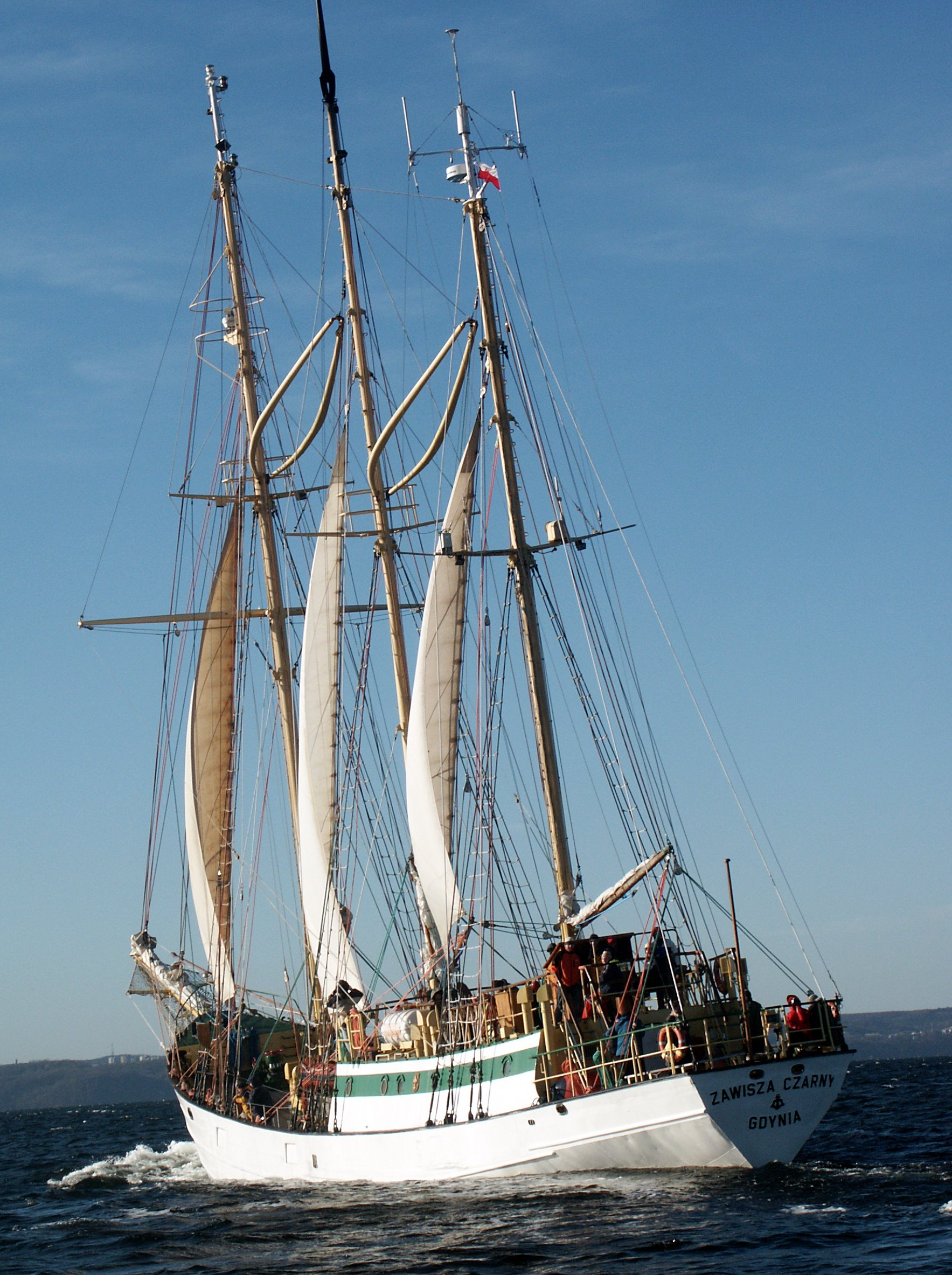
Шпрайцгафелі шхуни Zawisza Czarny
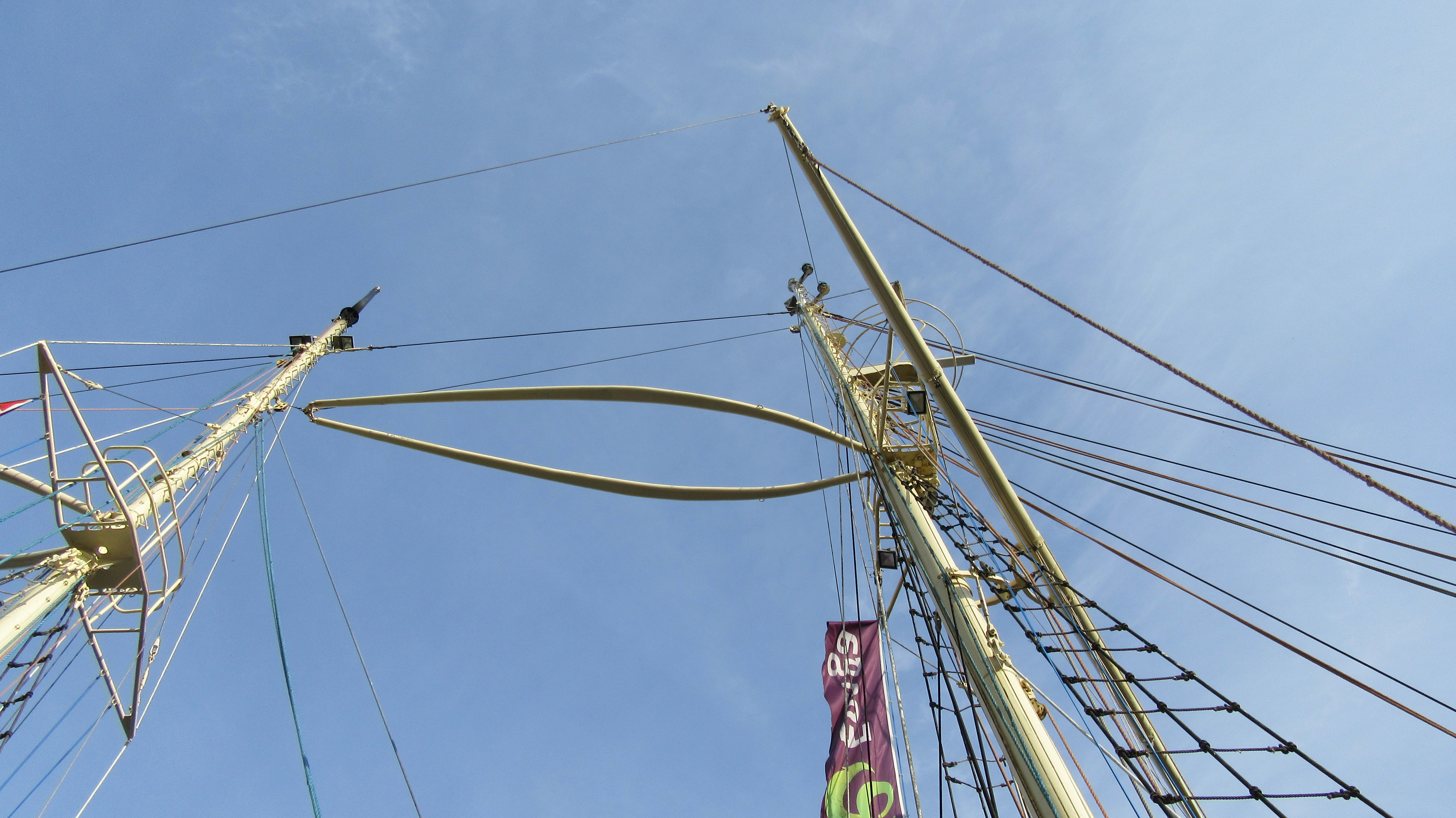
Шпрайцгафель шхуни Zawisza Czarny знизу (видно шкот)
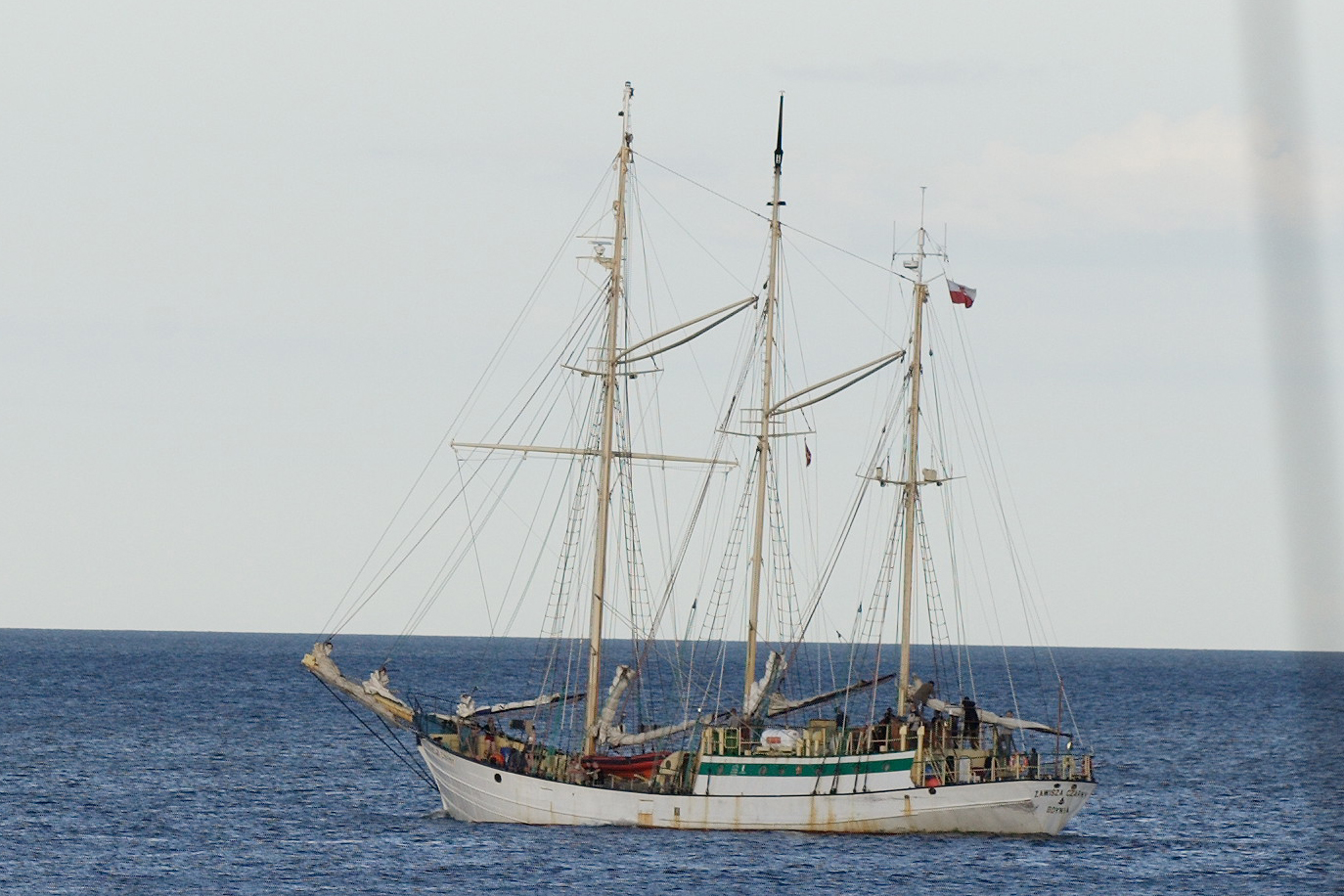
Шхуна Zawisza Czarny
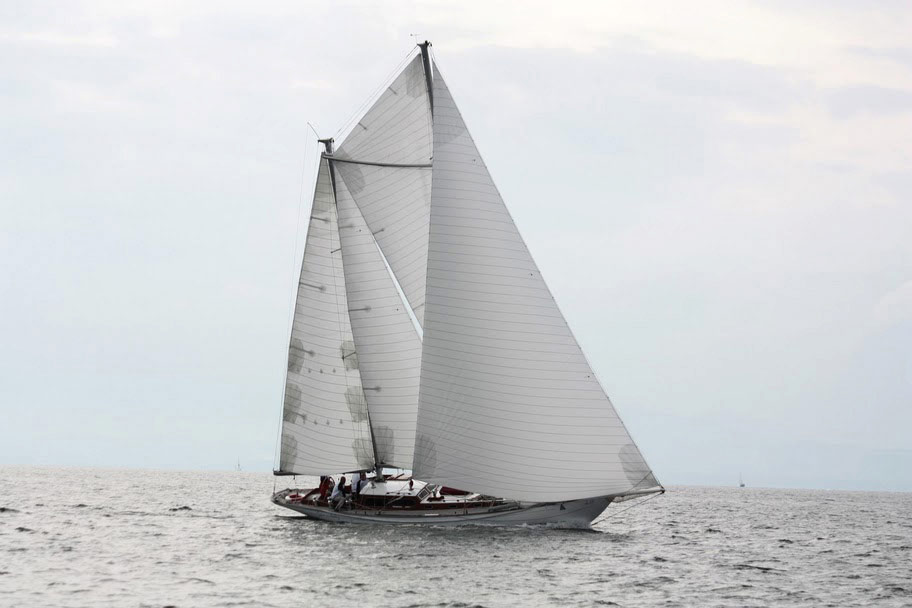
Кеч Safari зі стакселем, апселем, бермудською бізанню і шпрайцгафельним гротом